# Худаферинские мосты
Худаферинские мосты (азерб. Xudafərin körpüsü, перс. پل خداآفرین‎,) — два монументальных средневековых моста (предположительно, XII—XIII вв.), перекинутые через реку Аракс у селений Кумлак и Худаферин. На правом (юго-западном) берегу располагаются в провинции Восточный Азербайджан Ирана, территория левого (северо-восточного) берега, находится в Джебраильском районе Азербайджана. Немного выше по течению расположена плотина Худаферинского водохранилища.
Один из мостов, 15-пролётный, находится в рабочем состоянии; второй, 11-пролётный — разрушен (сохранились только три средних пролёта). Хотя письменные источники указывают на возведение 15-пролётного моста в VII веке, мост относится к XII веку и в последующие периоды был восстановлен и отремонтирован. 11-пролётный мост, предположительно, был возведён в XIII веке в эпоху Ильханидов.
15-пролётный мост относится к Арранской архитектурной школе.

## История
Первое письменное упоминание об одном из Худаферинских мостов принадлежит иранскому историку и географу XIV века Хамдаллаху Казвини. Он писал, что мост Худа-Аферин был построен в 15 году по хиджре (636 г.) арабским полководцем Бакром ибн Абдуллахом. Известно, что в 643—644 г. состоялся поход арабского войска в Восточное Закавказье. Однако современные историки сомневаются, что арабы были способны одновременно вести войну и возводить мост. Полагают, что, скорее всего, Казвини имел в виду организацию переправы арабского войска через Аракс с использованием естественных скальных выходов. Возведение 15-пролётного моста относят поэтому к гораздо более позднему периоду — XII веку.
К. Э. Босуорт и В. Б. Фишер отмечают, что для торговых и военно-стратегических целей курд Фазл ибн Мухаммад из династии Шеддадидов Гянджи в 1030 году построил мост, вероятно, Худаферин, через реку Аракс. Мост соединял Карабах на севере с Караджадагом на юге от Аракса в Азербайджане.
Учёные задавались вопросом: почему при существующем 15-пролётном мосте был сооружён (а точнее — восстановлен из старых остатков) также новый 11-пролётный? Его восстановление происходило уже в XIII веке — в эпоху Ильханидов — и связывается с перемещением огромных людских масс в тот период. Дело в том, что боевые действия Государства Ильханидов с Золотой Ордой происходили на территориях, расположенных на северном берегу Аракса, и поэтому возникала необходимость переправлять многочисленные войска. Кроме того, на севере были найдены остатки палаточного города «Аладаг» с сооружениями для знати. Из этого можно заключить, что на зиму Ильханиды совершали переходы через Аракс, и в течение очень короткого времени (2—3 дня) им ежегодно приходилось в срочном порядке переправлять на север крупные людские массы, достигающие ста тысяч человек; лошадей, скот и многое другое. Так возникла необходимость восстановления старого моста рядом с существующим 15-пролётным в XIII веке.

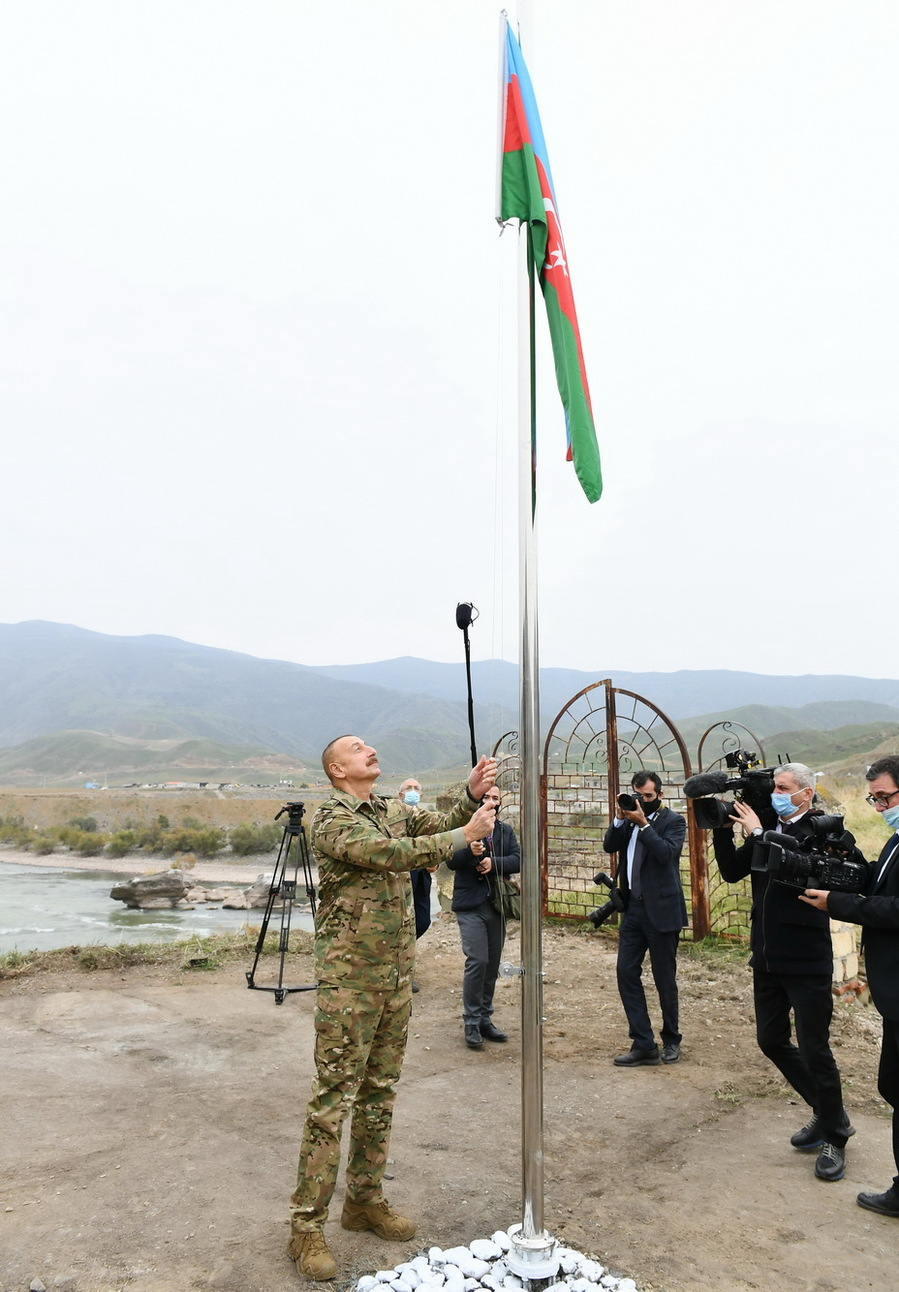
Президент Азербайджана Ильхам Алиев водружает флаг Азербайджана над Худаферинским мостом. 16 ноября 2020 года

Левый берег Худаферинского моста в ходе Первой карабахской войны перешёл под контроль непризнанной НКР. 18 октября 2020 года в социальных сетях появились фото- и видеосвидетельства водружения на мосту азербайджанского флага азербайджанскими военными в ходе азербайджанского наступления в Нагорном Карабахе. Позже президент Азербайджана Ильхам Алиев объявил о поднятии азербайджанского флага над Худаферинским мостом на своей странице в Твиттере. По мнению русской службы Би-Би-Си, сомнений в подлинности видеоматериала мало. Позже Минобороны Армении признало, что азербайджанская армия продвинулась в этом направлении. 16 ноября 2020 года президент и первый вице-президент Азербайджана Ильхам и Мехрибан Алиевы посетили левый берег Худаферинского моста, который недавно перешёл под контроль Азербайджанской армии, Алиев водрузил флаг Азербайджана над Худаферинским мостом.

## Исследования
В изданном в 1938 году под редакцией А. Поупа труде «Искусство Ирана» было дано первое в научной литературе описание худаферинского пятнадцатипролётного моста. В этом труде также имелся схематический рисунок моста. А. Садыхзаде первым из ученых Азербайджана на месте исследовал мосты и выполнил их визуальные обмеры, опубликовав результаты исследований в 1963 году в «Истории азербайджанской архитектуры». Детальное же изучение на месте худаферинских мостов и их обмеры были сделаны в 1974 году. В связи со строительством близ худаферинских мостов советско-иранского гидроузла и электростанции была поставлена задача всесторонне изучить прилегающую территории с историко-археологической и архитектурной точек зрения.

## Конструкция
Мосты расположены на расстоянии 800 м друг от друга. Один из них, 15-пролётный, находится в рабочем состоянии; второй, 11-пролётный — разрушен (сохранились только три средних пролёта), и в народе его называют «сыныг кёрпю» («сломанный мост»).

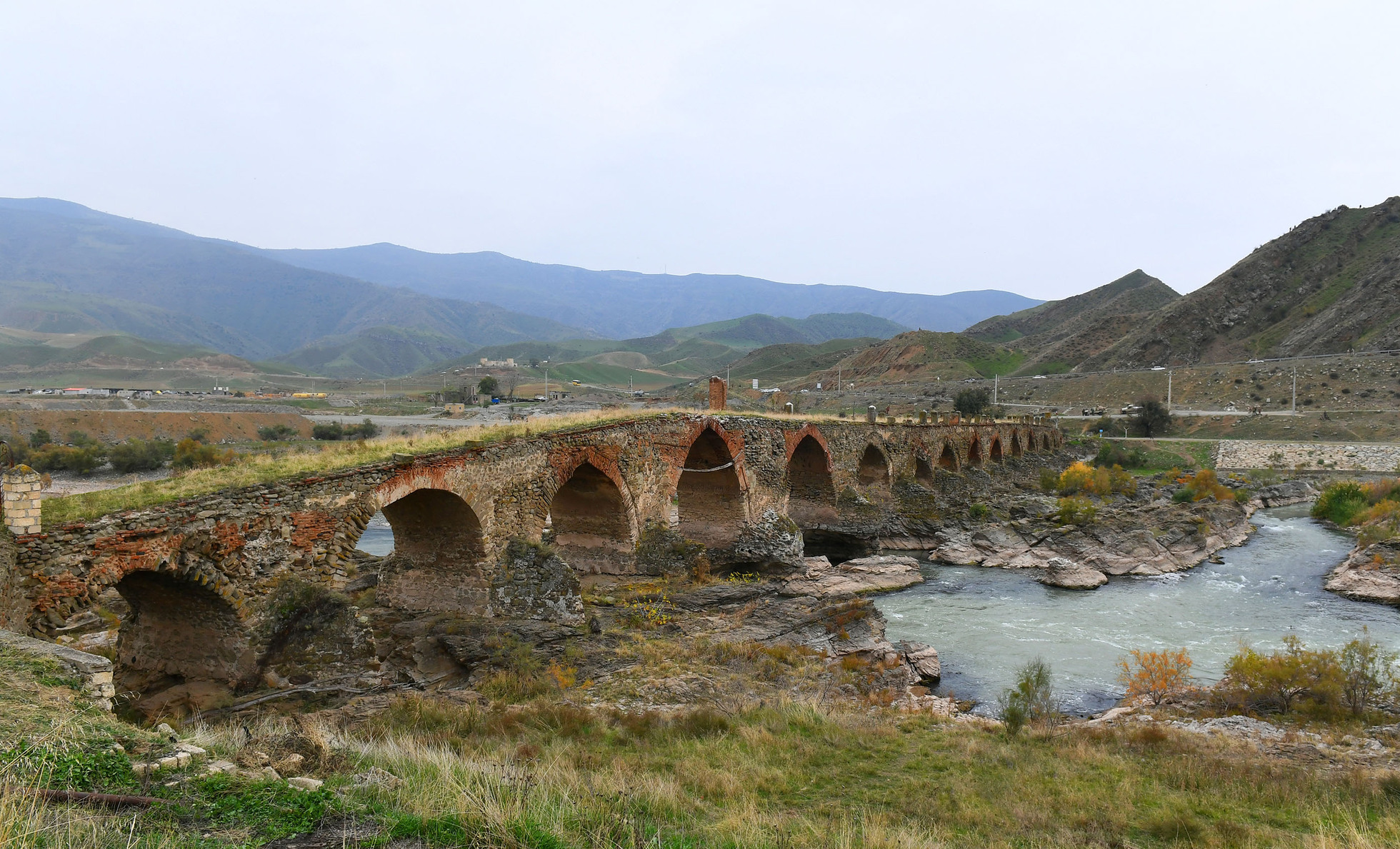
15-пролётный мост близ села Худаферин в ноябре 2020 года

Большой мост возведён с использованием речного булыжного камня (волнорезы и своды) и квадратного обожжённого кирпича (парапет верхней части). В качестве мостовых устоев использованы исключительно естественные выходы скалы, что избавило строителей от необходимости возводить устои моста в водном потоке. Пролёты моста имеют различные размеры. Следуя структуре рельефа, мост в плане не прямолинейный, а имеет определённую кривизну.
Длина большого моста — около 200 м, ширина — 4,5 м. Самая высокая точка моста находится на высоте 10 м над уровнем воды. Волнорезы, защищающие устои моста при повышении уровня воды, имеют в плане треугольные формы и возведены из речного булыжного камня. С обратной стороны волнорезы имеют полукруглые очертания.
Малый мост, как и большой, использует скальные выходы в качестве устоев и точно так же имеет различные размеры пролётов. В средней части реки пролёты имеют бо́льшую длину и, соответственно, более высокие, а ближе к берегам пролёты имеют меньшие размеры как по ширине, так и по высоте. Общая длина малого моста — 130 м, ширина — 6 м, максимальная высота — 12 м над водой.
Связывающий раствор 15-пролётного моста обладает большой прочностью. По мнению архитектора Г. М. Ализаде, он изготовлен из глины с примесью молока.

## В культуре

Мосты на почтовых марках и денежных купюрах
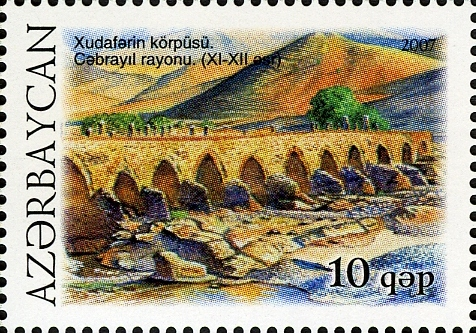
Марка Азербайджана с изображением 15-пролётного Худаферинского моста
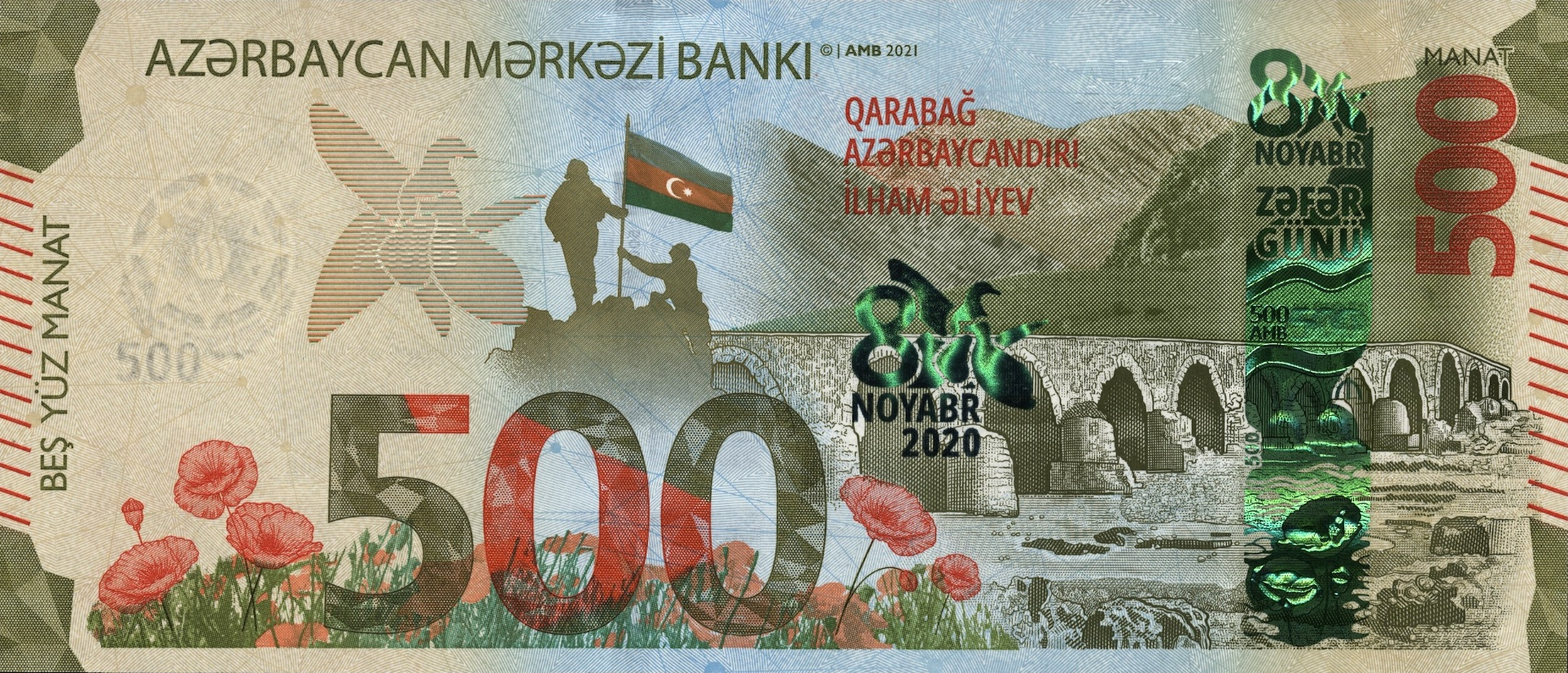
Худаферинский мост на банкноте Азербайджана номиналом 500 Азербайджанский манат
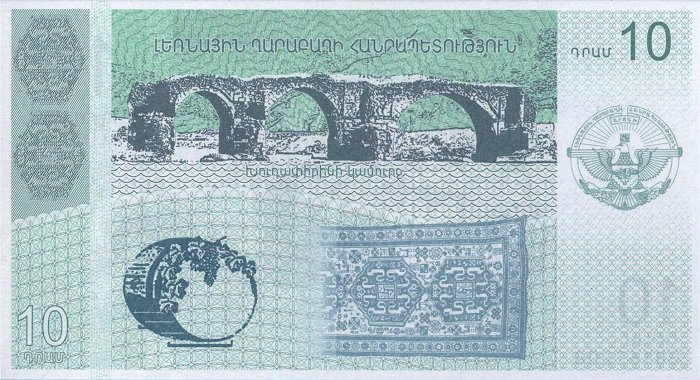
11-пролётный Худаферинский мост на банкноте НКР номиналом 10 Карабахских драм